# Head (filme)
Head (br:Os Monkees Estão Soltos) é um filme norte-americano de 1968, dirigido por Bob Rafelson, com roteiro do próprio junto com Jack Nicholson, estrelado pela banda de rock The Monkees, com canções escritas e interpretadas pelo grupo.

## Sinopse
O filme é sobre a natureza do livre arbítrio, concebido e editado em um estilo de fluxo de consciência.

## Elenco
- Peter Tork: Peter
- David Jones: Davy
- Micky Dolenz: Micky
- Michael Nesmith: Mike
- Annette Funicello: Teresa/Minnie
- Timothy Carey: Lord High ‘n Low
- Logan Ramsey: Oficial Faye Lapid
- Abraham Sofaer: Swami
- Vito Scotti: I. Vitteloni
- Charles Macaulay: Inspetor Shrink
- T. C. Jones: Sr. & Sra. Ace
- Charles Irving: Mayor Feedback
- William Bagdad: Sheik Negro

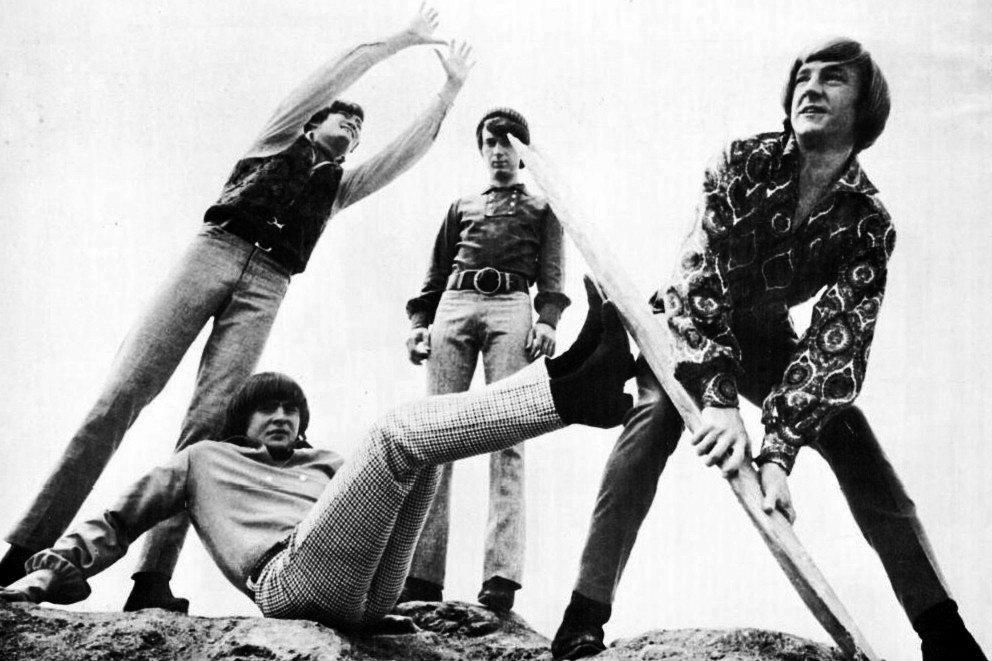
The Monkees em 1967

- Percy Helton: Mensageiro Heráldico
- Sonny Liston: Extra
- Ray Nitschke: Particular
- Carol Doda: Sally Silicone
- Frank Zappa: O Crítico
- June Fairchild: The Jumper
- Teri Garr: Testy True
- I.J. Jefferson: Lady Pleasure
- Victor Mature: The Big Victor
- Toni Basil: 'Daddy's Song' Dancer

Trilha sonora
A Trilha sonora de Head inclui as seguintes canções:
- "Porpoise Song (Theme from Head)" (Gerry Goffin / Carole King)
- "Ditty Diego – War Chant" (Rafelson/Nicholson)
- "Circle Sky" (Michael Nesmith)
- "Can You Dig It" (Peter Tork)
- "As We Go Along" (Carole King/Toni Stern)
- "Daddy's Song" (Harry Nilsson)
- "Long Title: Do I Have to Do This All Over Again?" (Peter Tork)

## Recepção
- Head não foi um sucesso comercial, embora tenha sido bem recebido pela crítica. O crítico Dorian Lynskey, do jornal britânico The Guardian, disse que Head é "(...) um dos mais estranhos e melhores filmes de rock já feitos".[1] Já a crítica Susan King, do jornal norte-americano Los Angeles Times, definiu Head como "(...) se Jean Cocteau tivesse consumido um monte de LSD e feito um filme de rock".[2]